# Pittura greca antica

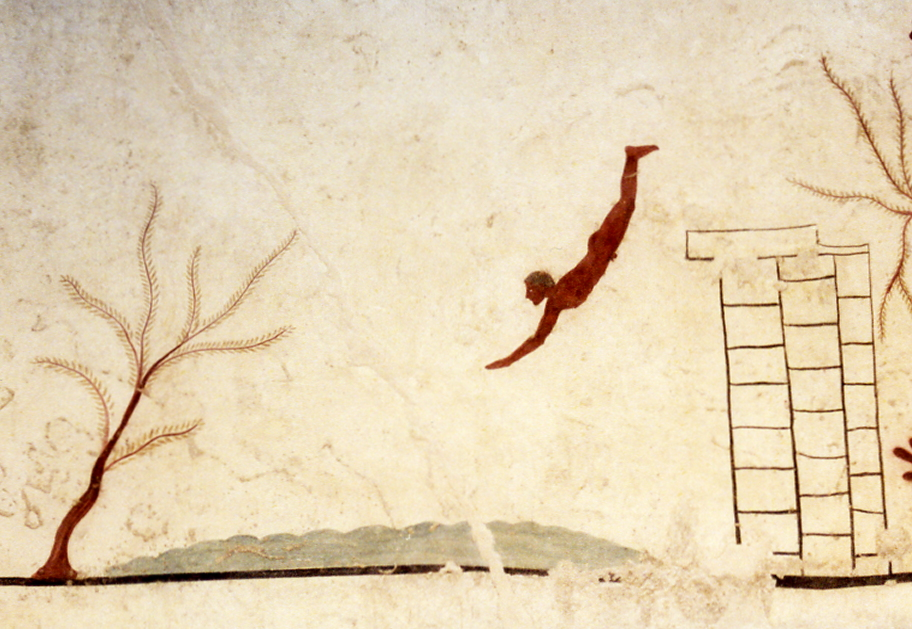
La Tomba del Tuffatore a Paestum (480-470 avanti Cristo).

La pittura (in greco antico ζωγραφία, zographia composto di zo, ζω, "vita" e gráphein, γράφειν, "scrivere") è l'aspetto meno conosciuto dell'arte greca, sebbene agli occhi dei contemporanei ne apparisse come una sublime espressione.

## Difficoltà di studio
Se la prevalenza dei reperti di scultura e architettura potrebbero far erroneamente pensare a una predilezione ellenica per tali manifestazioni artistiche, le fonti letterarie informano che altrettanto importante fu la pittura, sia su muro che, soprattutto, su tavola. La distruzione quasi totale dei supporti pittorici usati dagli antichi Greci costituisce quindi una gravissima menomazione nello studio della storia della pittura, in piccola parte sopperito dalle tracce e descrizioni delle fonti letterarie, che ne permettono di ricostruire, almeno in maniera ideale, i caratteri fondamentali. Dalle fonti storiche ci sono infatti noti i protagonisti di questa forma d'arte, le problematiche da loro affrontate, le sperimentazioni tentate e i risultati raggiunti.
Un altro supporto conoscitivo importante è rappresentato dalla ceramografia, in cui sono rispecchiate, per quanto possibile, le conquiste e le forme della grande pittura monumentale (sul termine γραφή in riferimento alla pittura e, in particolare, alla ceramica figurata: Di Bello, Indovina 2024). La pittura vascolare è sicuramente interessante, ma non va scambiata con i modelli a cui si ispirò: scrisse Federico Zeri che voler vedere la grandezza di Apelle o di Zeusi nelle opere dei vasai sarebbe come voler capire la grandezza di Michelangelo o Raffaello dalle maioliche di Deruta o di Urbino.
Restano inoltre alcune testimonianze in Italia, tra cui la Tomba del tuffatore vicino a Paestum, e molti ritengono che siano le uniche testimonianze di pittura originale di ambiente greco. La Tomba del Tuffatore è un reperto di provenienza magnogreca, in cui sono presenti evidenti elementi di una felice commistione con l'arte campana ed etrusca. Tali caratteristiche, unite all'episodicità del reperto, non ci permettono di considerarlo come un prototipo delle tecniche pittoriche nel mondo greco.
Esiste poi una serie di opere etrusche e romane ispirate a modelli greci e si possiedono infine, per il periodo ellenistico, alcuni resti di affreschi e di mosaici in Macedonia (Verghina, Pella), oltre a composizioni quadricromatiche tradotte in mosaico, tra cui la più celebre è il mosaico della battaglia di Isso dalla Casa del Fauno a Pompei.

## Pittura monumentale

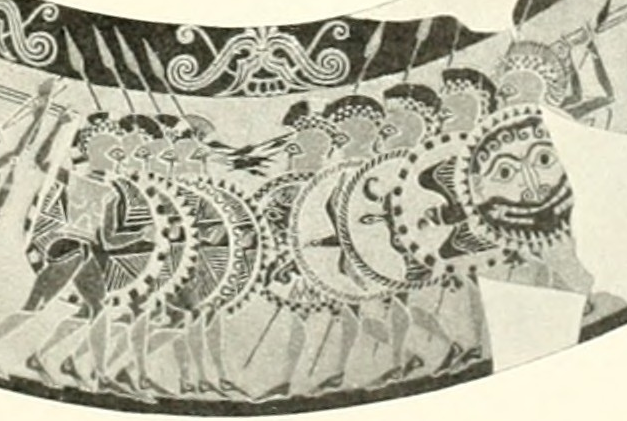
Dettaglio della decorazione dell'Olpe Chigi.

### La pittura policroma

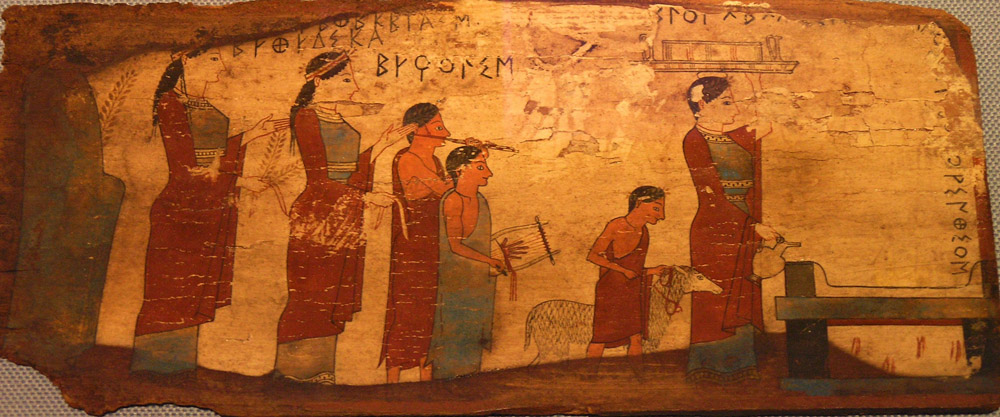
Lastra a decorazione policroma, 540-530 a.C., legno dipinto, Museo archeologico nazionale di Atene 16464.

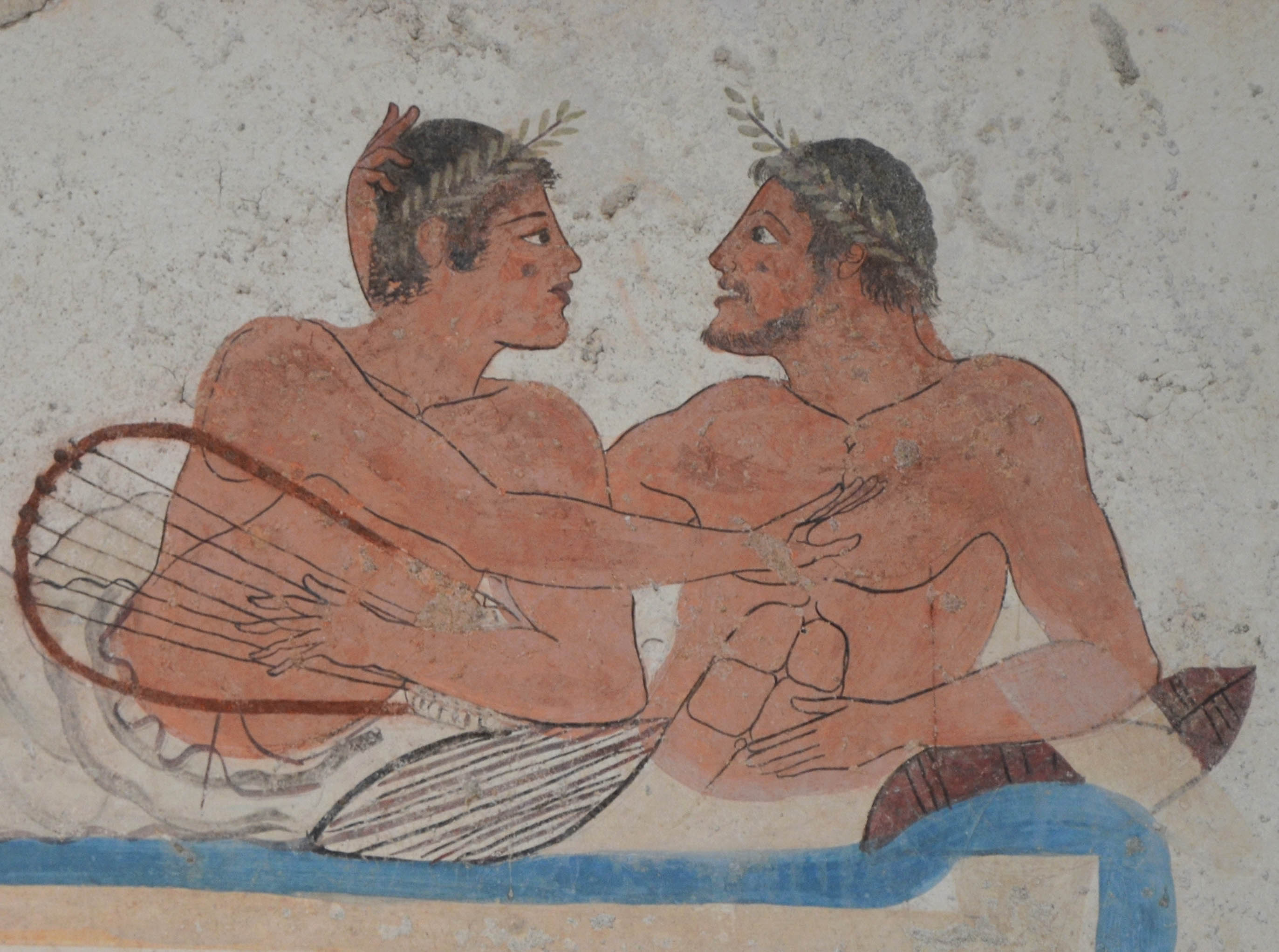
Particolare di affresco dalle pareti laterali della Tomba del Tuffatore raffigurante una scena di simposio (480-470 a.C.), Museo archeologico nazionale di Paestum.

La tradizione letteraria coerentemente con i pochi reperti pittorici superstiti colloca nel nord-est del Peloponneso, a Corinto o a Sicione, il sorgere della più antica grande scuola pittorica. L'unica fonte scritta per la pittura del periodo arcaico è Plinio il Vecchio che nel Libro XXXV della Naturalis historia ne riassume brevemente la vicenda: in tali città si sarebbe sviluppata dapprima una pittura lineare e monocroma di cui fecero ampio uso Aridice di Corinto e Telefane di Sicione, poi il corinzio Ecfanto avrebbe inventato la tecnica policroma iniziando a dipingere l'interno delle figure maschili con un colore bruno chiaro o rossiccio, a base di argilla cotta triturata, in uno stile in realtà già comune nella pittura egiziana (Nat. hist., XXXV, 15-16). Non possediamo una datazione circa l'introduzione della policromia nella grande pittura (pittura su pannelli di legno, lastre di terracotta o pareti), ma sono giunti sino a noi frammenti dei blocchi di pietra dipinti appartenenti alle mura della cella del tempio di Poseidone a Isthmia (un santuario sotto il controllo di Corinto) che in base alla tecnica pittorica utilizzata possono essere datati al secondo e terzo quarto del VII secolo a.C. La tavolozza policroma rilevata su questi frammenti è stata avvicinata a quella della decorazione dell'Olpe Chigi (640 a.C. circa).
Meglio conservate sono le metope in terracotta policroma appartenenti al tempio di Apollo a Thermo (un altro sito sotto l'influenza di Cipselo, tiranno di Corinto tra il 657 e il 627 a.C. circa) le quali invece sono più recenti, di dieci o vent'anni, rispetto all'Olpe Chigi e probabilmente opera di maestranze di minore valenza; singole figure o piccoli gruppi sono disegnati in nero a contorno sull'argilla color giallo chiaro e riempite con colori piatti con interventi in nero per i dettagli. Da citare infine i frammenti di lastre policrome provenienti dal santuario di Calidone databili tra il primo decennio e la metà del VI secolo a.C.
Intorno alla metà del VII secolo a.C. dunque in una vasta area della Grecia settentrionale la tecnica policroma venne impiegata sia nella grande pittura sia, in via probabilmente solo sperimentale, nella decorazione vascolare; questo incontro, dovuto forse a un'attività artigianale che non distingueva tra i due ambiti di applicazione, ebbe breve durata e dopo l'Olpe Chigi la ceramografia tornò ad impiegare prevalentemente tecniche proprie come la figura nera, sicuramente più veloci ed economiche. Il riconoscimento delle rispettive specificità linguistiche tuttavia non escluse il reciproco scambio di esperienze quale si manifesta ad esempio nelle lastre di terracotta policroma attraverso l'impiego del graffito (come nelle Lastre Boccanera, dalla Necropoli della Banditaccia a Cerveteri) o, viceversa, in una produzione ceramografica in cui la volontà pittorica tendeva ad escludere decorazioni secondarie o di riempimento.
La scena principale dell'Olpe Chigi con le due schiere di opliti che si affrontano in un sovrapporsi di figure impone considerazioni che non si limitano all'impiego della policromia, ma che riguardano l'interesse per la profondità e la resa spaziale; anche in questo ambito l'Olpe Chigi è un'opera singolare e avanzata che rende possibile l'idea di una già sperimentata pratica nella grande pittura. Benché non ci sia differenza nella dimensione delle figure l'esistenza di piani differenti è suggerita dalla sovrapposizione e dai contrasti tonali così che la legge del piano unico tipica dei vasi in stile geometrico viene ad essere superata. Questo mezzo rudimentale per suggerire la profondità continuerà ad essere l'unico mezzo impiegato per circa un secolo.
Si sottolinea spesso che la preminenza di Sicione e Corinto nella narrazione di Plinio può essere dovuta alla sua fonte, Senocrate di Sicione; una tradizione parallela sempre in Plinio descrive lo sviluppo della pittura policroma nella Grecia orientale in relazione al pittore Bularco, ma in un contesto reso meno sicuro da difficoltà e incongruenze cronologiche.
Le lastre di terracotta per la decorazione parietale continuano ad essere numerose sino alla fine dell'età arcaica, ne abbiamo un esempio nella lastra dell'acropoli di Atene con l'oplite in corsa (Museo dell'Acropoli, 1037) datata 520-510 a.C. che ricorda le metope di Thermo. Le stele attiche in marmo dipinto della fine del VI secolo a.C. ricordano invece la tecnica della ceramica a figure rosse, come nella Stele funeraria di Lyseas del 510-500 a.C. (Museo archeologico nazionale di Atene, 30).
Fuori di Atene i dipinti su legno trovati a Pitsa, a ovest di Sicione, possono essere un riflesso degli affreschi contemporanei di media qualità: su un fondo bianco a base di gesso sono disegnate figure colorate in sei o sette colori alle quali ancora mancano profondità e effetto plastico; il colore inoltre è ancora usato in modo riempitivo e il volume è reso ricorrendo unicamente al disegno.
Contemporanei delle tavole di Pitza sono i dipinti frammentari rinvenuti a Gordio, in Frigia, che decoravano l'interno di un edificio. La ricostruzione ha restituito un fregio continuo con scena di banchetto che si svolgeva lungo tre pareti. La pittura è a tempera con disegno preparatorio in rosso. Al 525 a.C. risale anche la decorazione di una delle due tombe rinvenute a Elmalı in Licia. Si tratta della tomba di Kizilbel (scoperta nel 1969) e decorata da maestranze greco-orientali e anatoliche, che presenta affinità con le tombe etrusche della necropoli dei Monterozzi (le tombe della Caccia e della Pesca, degli Auguri, dei Tori) e un'iconografia assimilabile alla ceramica corinzia. La decorazione ricopriva l'intero tumulo, soffitti e pavimenti compresi; le pareti recavano fregi sovrapposti, con temi tratti dalla mitologia greca (le Gorgoni e Medusa con i figli, Pegaso e Crisaore; l'agguato di Achille a Troilo) e scene di vita reale connesse con l'attività e l'ambiente sociale del defunto. Il disegno preparatorio era eseguito in rosso direttamente sulla pietra calcarea, riempito con colori piatti e ripreso dal disegno definitivo in nero. Gli altri pigmenti impiegati erano le varie tonalità del rosso, l'azzurro, il malva e raramente il verde.
Leggermente più tarda (500 a.C. circa) è la lastra calcarea proveniente dal Tesoro degli Achemenidi di Persepoli con la scena della contesa fra Eracle e Apollo per il possesso del tripode di Delfi. La lastra, frammentaria, presenta un disegno preparatorio inciso, ma le erosioni e le incrostazioni hanno provocato la totale perdita del pigmento, probabilmente steso in origine su un fondo come quello che veniva steso sui pannelli arcaici in legno o in terracotta. L'opera, eseguita utilizzando una pietra locale, è stata ricondotta ad artisti ionici e committenti greci presenti in territorio persiano. Non essendo stati ritrovati in Grecia altri pannelli dipinti su pietra, aventi funzione decorativa o votiva, è possibile che almeno per quanto riguarda il supporto utilizzato l'autore sia stato influenzato da una pratica locale.

### La conquista della prospettiva

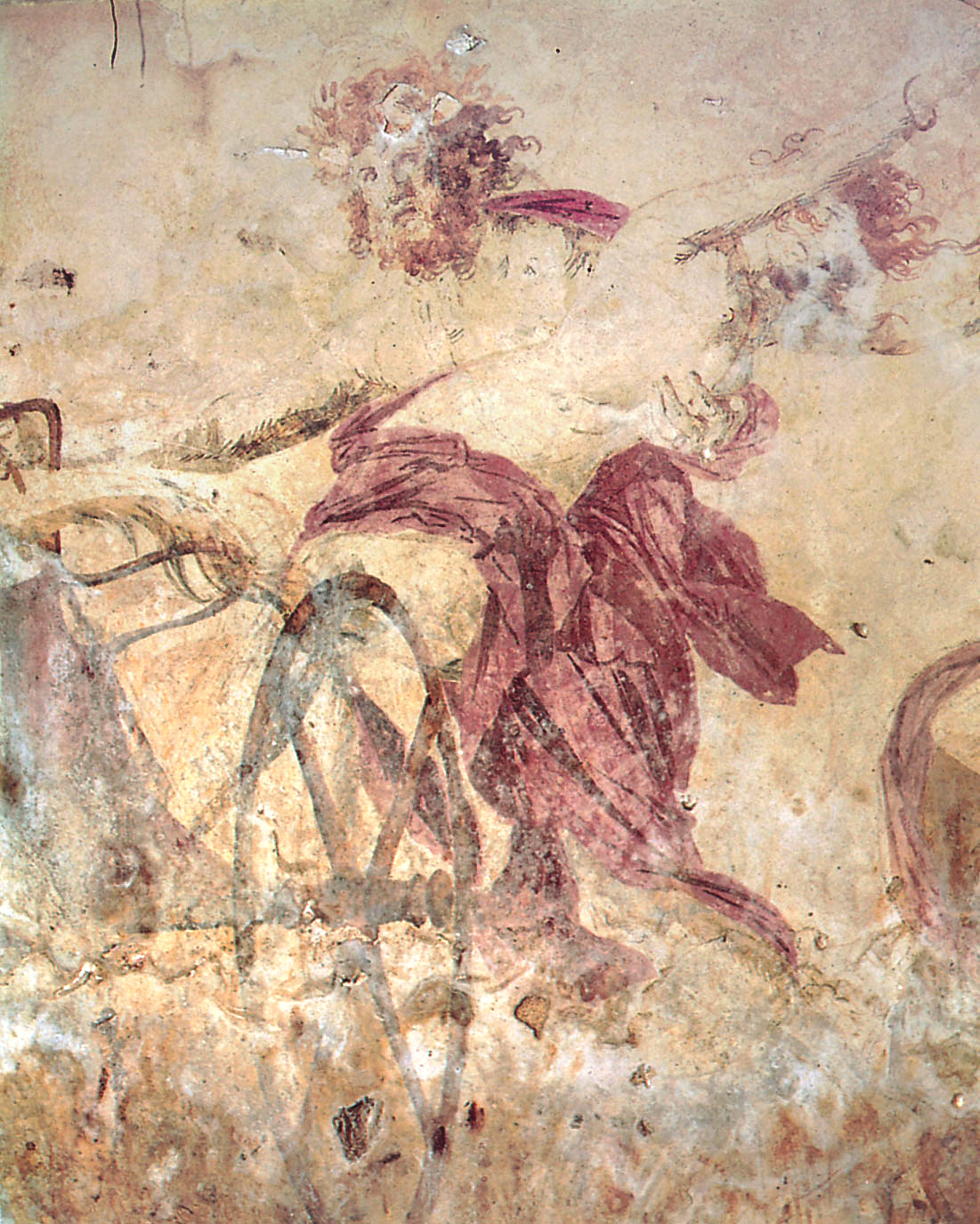
Rapimento di Persefone, affresco, 100x350 cm circa (350 a.C. circa), tomba di Persefone, Vergina, Macedonia.

Polignoto e Micone, nella prima metà del V secolo a.C., rinnovarono i rapporti spaziali tra figura e sfondo, verso una più convincente rappresentazione dello spazio, che tuttavia restava priva di impostazione prospettica e di chiaroscuro, quest'ultimo limitato a dettagli e oggetti. Una pittura che, stando alle testimonianze vascolari (come il cratere di Orvieto del Pittore dei Niobidi), viveva ancora di linearità e astrazioni. Più tardi Agatarco di Samo, a giudicare dalle testimonianze letterarie, riuscì a sviluppare una particolare rappresentazione prospettica. Sebbene sia perduta la trattatistica su tale argomento, accenni in opere più tarde (ellenistiche e romane) parlano di una visione "sferica" determinata dalla forma dell'occhio e dai suoi movimenti in circolo; tale idea si trova anche nel IV postulato di Euclide, in cui si teorizza che la distanza tra occhio e oggetti non è una misura lineare ma gradi angolari e angoli di cerchio. Gemino, nel I secolo d.C., scrisse come le linee rette vengono percepite dall'uomo come leggermente incurvate, giustificando l'applicazione delle correzioni ottiche dell'architettura.
La più chiara trattazione sulla prospettiva antica risale a Vitruvio, che nel De architectura parlò di "icnografia", "erecta imago frontis" e "scaenographia": quest'ultima consisteva in una rappresentazione della facciata e dei lati di un edificio in scorcio, «con la convergenza di tutte le linee al centro del compasso». Cosa si intendesse con questo passaggio non è chiaro: c'è chi lo ha interpretato come un occhio verso il quale convergono le linee intersecate da una superficie sferica e c'è chi lo intende come una prospettiva di tipo rinascimentale.
Le innovazioni introdotte da Agatarco sembrano rimaste confinate all'ambito scenico e teatrale. La seconda metà del V secolo a.C. vide l'attività di altri celebri pittori, tra cui Parrasio, maestro della "linea funzionale", capace di suggerire i volumi, Apollodoro skiagraphos colui che, forse sulla scia di Agatarco, perfezionò la prospettiva, articolando i volumi attraverso l'intensità delle luci e delle ombre, e Zeusi, il più noto fra i pittori di età classica, che poté avanzare lungo la strada aperta da Apollodoro. All'arte illusionistica di Zeusi sono legati vari aneddoti, di età ellenistica, tra cui quello del fanciullo con un grappolo d'uva dipinto, che ingannava perfino gli uccelli che cercavano di beccare il frutto.
La portata dell'innovazione introdotta da Apollodoro e Zeusi dovette essere notevole se Platone vi si oppose con tanta energia all'interno di una polemica ancora viva nel secondo quarto del IV secolo a.C., quale ne fosse la vera natura tuttavia è questione irrisolta. Attestata per la fine del V secolo a.C. con il nome di skiagraphia da diverse fonti letterarie, viene frequentemente detta "chiaroscuro" dagli studiosi moderni i quali vi assegnano differenti significati, generalmente una combinazione di ombreggiatura e prospettiva. La schiagrafia è indicata da Plinio e Quintiliano come la tecnica grazie alla quale la pittura si distinse dal disegno. Zeusi è ricordato da Plinio come il successore di Apollodoro (al quale le fonti non attribuiscono alcun trattato tecnico), e da Quintiliano come colui che elaborò i fondamenti teorici di questo nuovo modo di dipingere allontanando questa arte da quella prodotta dai pittori dell'inizio del V secolo (Polignoto e Aglaofonte), detti arcaici per l'uso di colori piatti (Institutio oratoria, XII, 10, 3-4). Plinio (Nat. hist., XXXV, 29), se l'interpretazione di Eva Keuls è corretta, descrive la skiagraphia come una tecnica basata sulla giustapposizione e sull'alternarsi di colori contrastanti; la descrizione di Plinio potrebbe derivare da un trattato tecnico perduto di epoca classica, essendo il termine skiagraphia sempre impiegato con significati diversi e in una forma generica e ambigua nelle fonti posteriori, anche per i pittori primitivi, relativamente al modo di dipingere attraverso silhouette, e non essendo attestati trattati sul colore di epoca ellenistica.
Oltre al passo di Plinio, le fonti letterarie più utili alla comprensione della tecnica introdotta da Apollodoro sono quelle a lui più vicine in senso cronologico, Platone e Aristotele, vissuti in un'epoca che mostrava ancora interesse per gli studi sulla percezione dei colori. Da un'analisi dei passaggi contenuti nei testi dei due filosofi e relativi alla skiagraphia Eva Keuls ha potuto intendere la tecnica in questione come una specie di tecnica divisionista, sommando alla descrizione di Plinio altre caratteristiche come la visione da lontano, le superfici colorate costituite da macchie o punti e la particolare adeguatezza della tecnica alla pittura di paesaggio.

### Il IV secolo

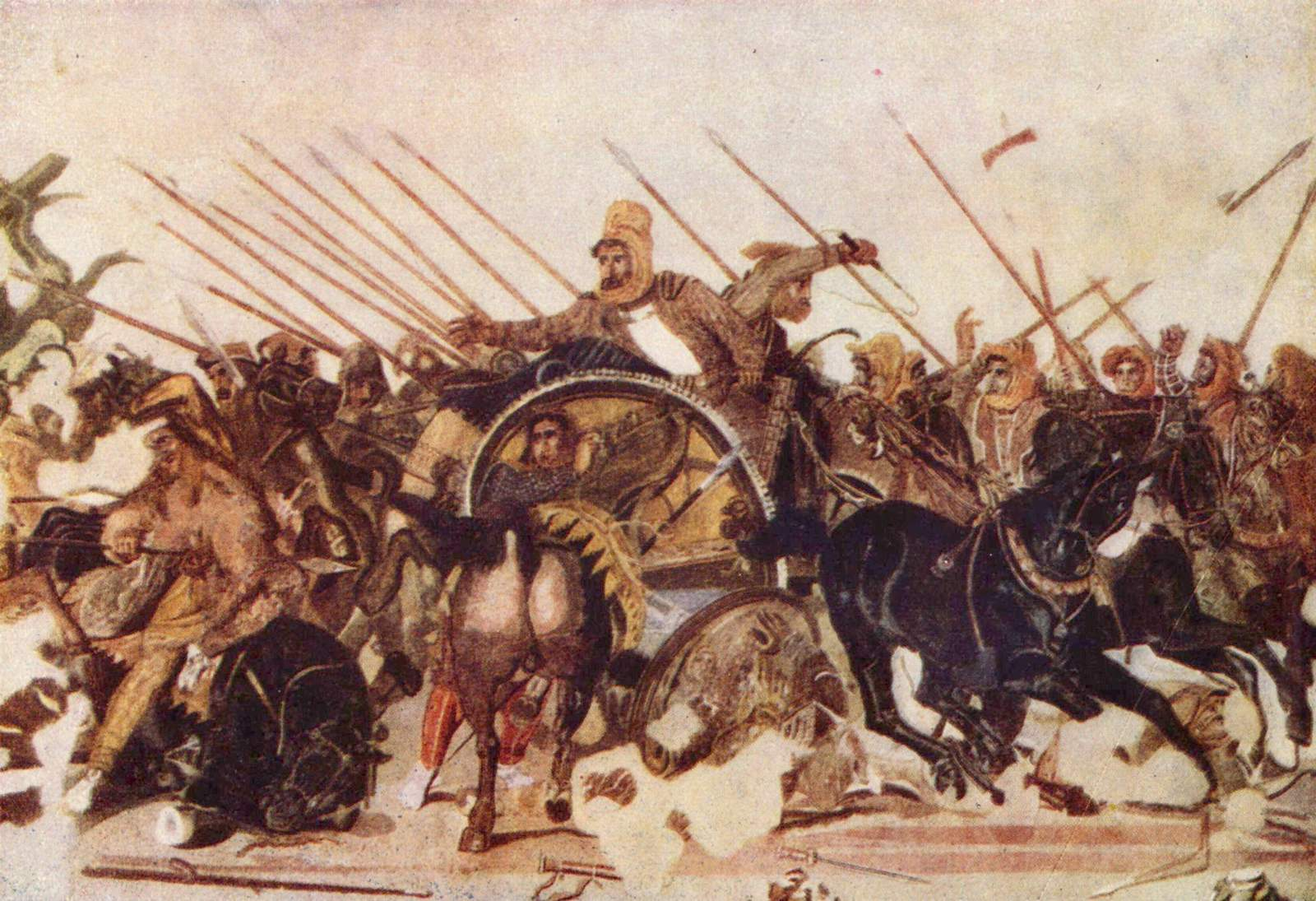
Mosaico della Battaglia di Isso (100 a.C. circa), dalla Casa del Fauno di Pompei forse da un originale di Filosseno di Eretria del IV secolo a.C. (Napoli, Museo archeologico).

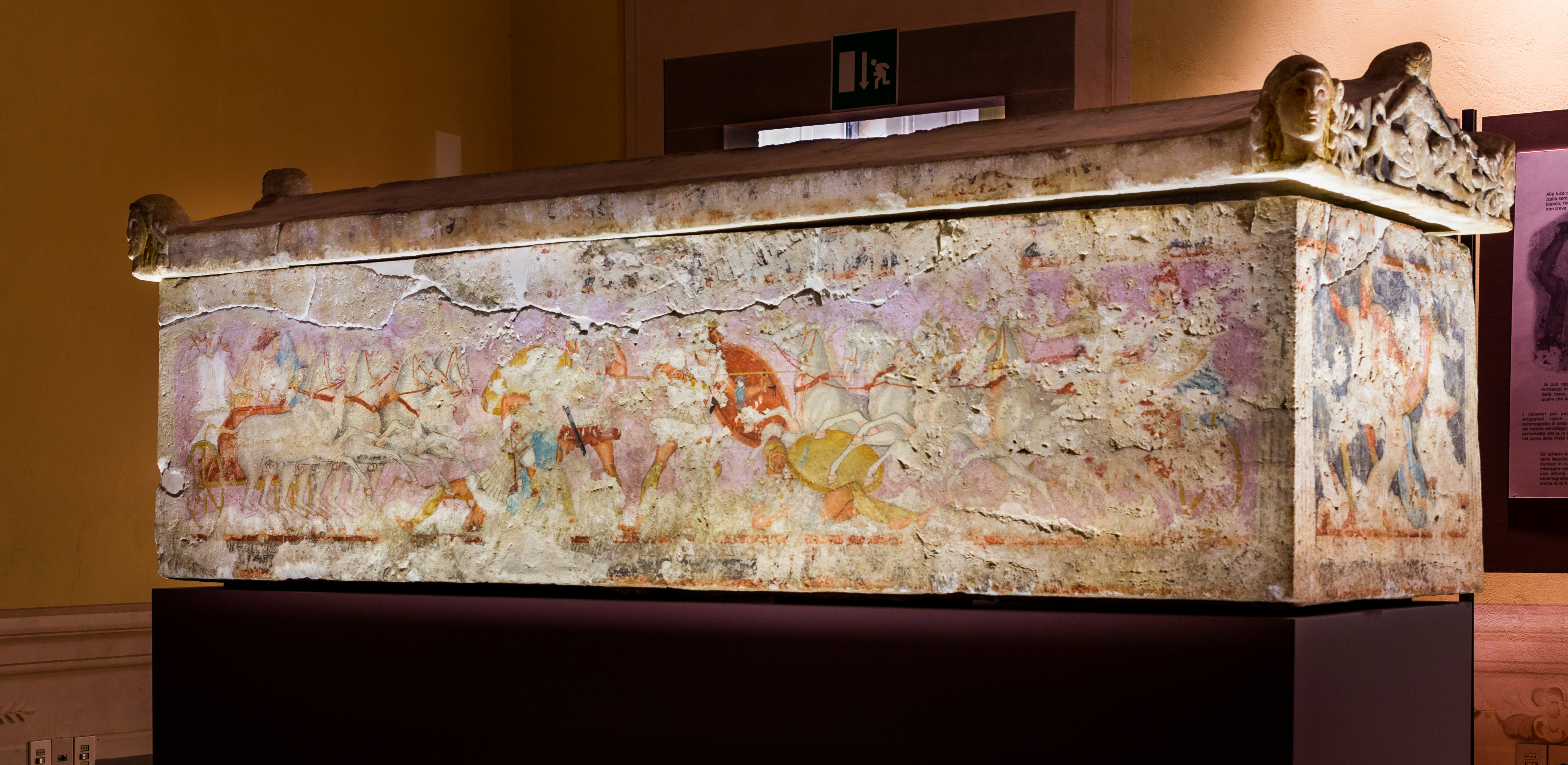
Il sarcofago delle Amazzoni.

L'apice della pittura si raggiunse, sempre secondo le fonti letterarie, nel IV secolo a.C. grazie ad artisti dei quali la tradizione restituisce i nomi ma dei quali non resta praticamente niente di osservabile oggi. Vi si distinguono due scuole, la tebano-attica e la sicionia. La scuola di Sicione secondo le fonti fu fondata da Eupompo e portata avanti dal suo allievo Panfilo di Anfipoli; durava 12 anni e vi si sarebbero formati Apelle, pittore soprattutto di cavalletto e ritrattista ufficiale di Alessandro Magno, Melanthios e Pausia che fu forse il più noto interprete dell'accademismo tipico della scuola sicionia. Suoi allievi furono Aristolaos e Nikophanes. La scuola tebano-attica fu fondata dal tebano Aristeides; vi appresero l'arte pittorica Eufranore, che attraverso Charmantidas la trasmise a Nicia, e Nicomaco di Tebe, maestro a sua volta di Aristide di Tebe e di Filosseno di Eretria.
Filosseno di Eretria dipinse una nota rappresentazione della battaglia di Isso, oggi esposta al Museo archeologico nazionale di Napoli e rinvenuta presso la Casa del Fauno negli scavi archeologici di Pompei, ove, in sostituzione del mosaico originale, è stata installata una copia fedele. Le direttrici spaziali indicano la profondità dello spazio e il senso del movimento, gli scorci e le ombre sono usati in modo maturo, la luce proviene da un unico punto (al contrario di quanto avviene nell'affresco di Verghina detto fregio della caccia attribuito a Nicia), ma è ancora assente il paesaggio, appena accennato dall'albero a sinistra.
Il fregio della caccia attribuito a Nicia fa parte delle scoperte avvenute negli anni 1977-1978 nella località Verghina in Macedonia, dove sono state ritrovate le tombe reali di quella che dovette essere l'antica capitale Aigai. Tra le sepolture, riunite sotto un enorme tumulo, spicca la Tomba di Persefone, risalente al 350 a.C. circa, dove un fregio mostra il resto di un affresco con il rapimento di Persefone tra le Moire, Hermes e Demetra; in esso rapidi tocchi di colore, con toni contrastanti spesso accostati, compongono una scena molto dinamica, in cui la resa di volume e spazio è molto efficace.
Nuove soluzioni compositive vengono adottate nell'ultimo quarto del IV secolo a.C. in aree geografiche distanti fra loro e ad opera di autori privi di reciproci contatti. Nel sarcofago delle Amazzoni (Tarquinia), attribuito ad un pittore greco proveniente dall'Italia meridionale, malgrado la composizione lineare di tipo classico, il senso della volumetria dei corpi è ottenuto grazie ad un uso sapiente del chiaroscuro, delle ombre portate e, soprattutto nei lati brevi, delle linee oblique sulle quali si imposta una composizione prospettica di tipo angolare. La stessa struttura prospettica si ritrova nel mosaico con la Caccia al cervo di Pella (firmato da Gnosis e forse copia da un originale di Melanzio di Sicione) dove la resa volumetrica e compositiva raggiunge livelli qualitativi eccezionali, anche in considerazione delle possibilità offerte dalla tecnica impiegata. I registri concentrici che decorano la tomba a cupola di Kazanlăk in Bulgaria, datata tra il 323 e il 281 a.C. e dipinta da un artista greco di media qualità non accennano ad ambientazioni di tipo architettonico e paesistico. Solo il gruppo principale con il principe e la sua sposa mostra come la composizione angolare, già individuata nel sarcofago di Tarquinia e nel mosaico di Pella, abbia raggiunto a questa data il mondo della rappresentazione ai livelli più artigianali.
Testimonianze letterarie e monumentali inducono a ritenere tipica della seconda metà del IV secolo a.C. un'impostazione delle scene figurate all'interno di spazi architettonici a tre pareti che tendono, verso la fine del secolo, ad aprirsi su ulteriori sfondi prospettici e ambientali. Si possiede un'accurata descrizione del dipinto con le nozze di Alessandro e Rossane di Aezione, affollato di personaggi in un ambiente chiuso e architettonicamente strutturato. Allo stesso tempo, passi di Aristotele inducono a ritenere ormai conclusa la polemica contro la pittura prospettica e illusionistica, ormai anacronistica al tempo della rivoluzione operata nell'arte da Lisippo.

### La pittura ellenistica

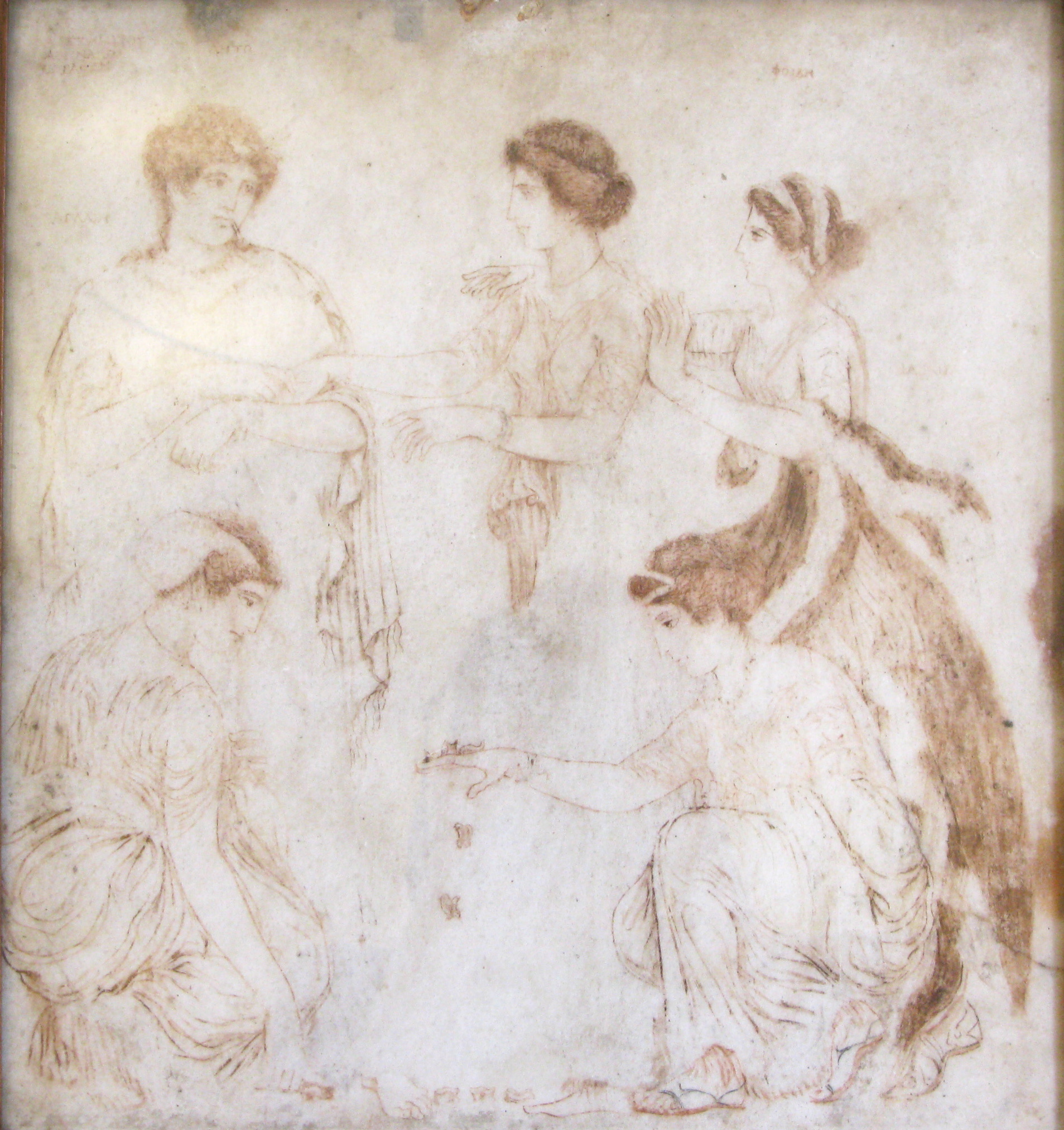
Giocatrici di astragali, dipinto su marmo, opera firmata da Alessandro di Atene. Napoli, Museo archeologico nazionale 9562.

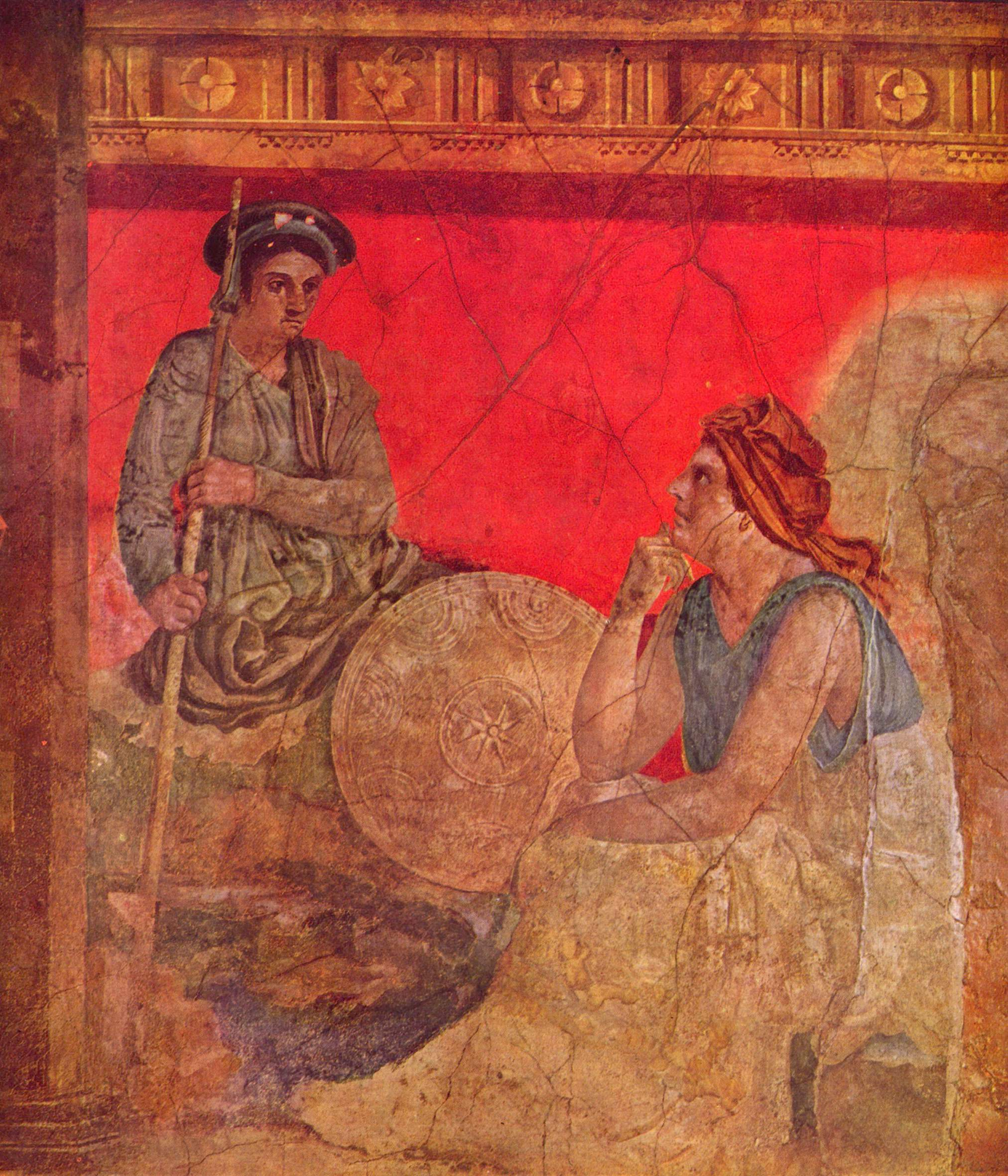
Affresco dalla stanza H della Villa di Boscoreale. Napoli, Museo archeologico nazionale 906.

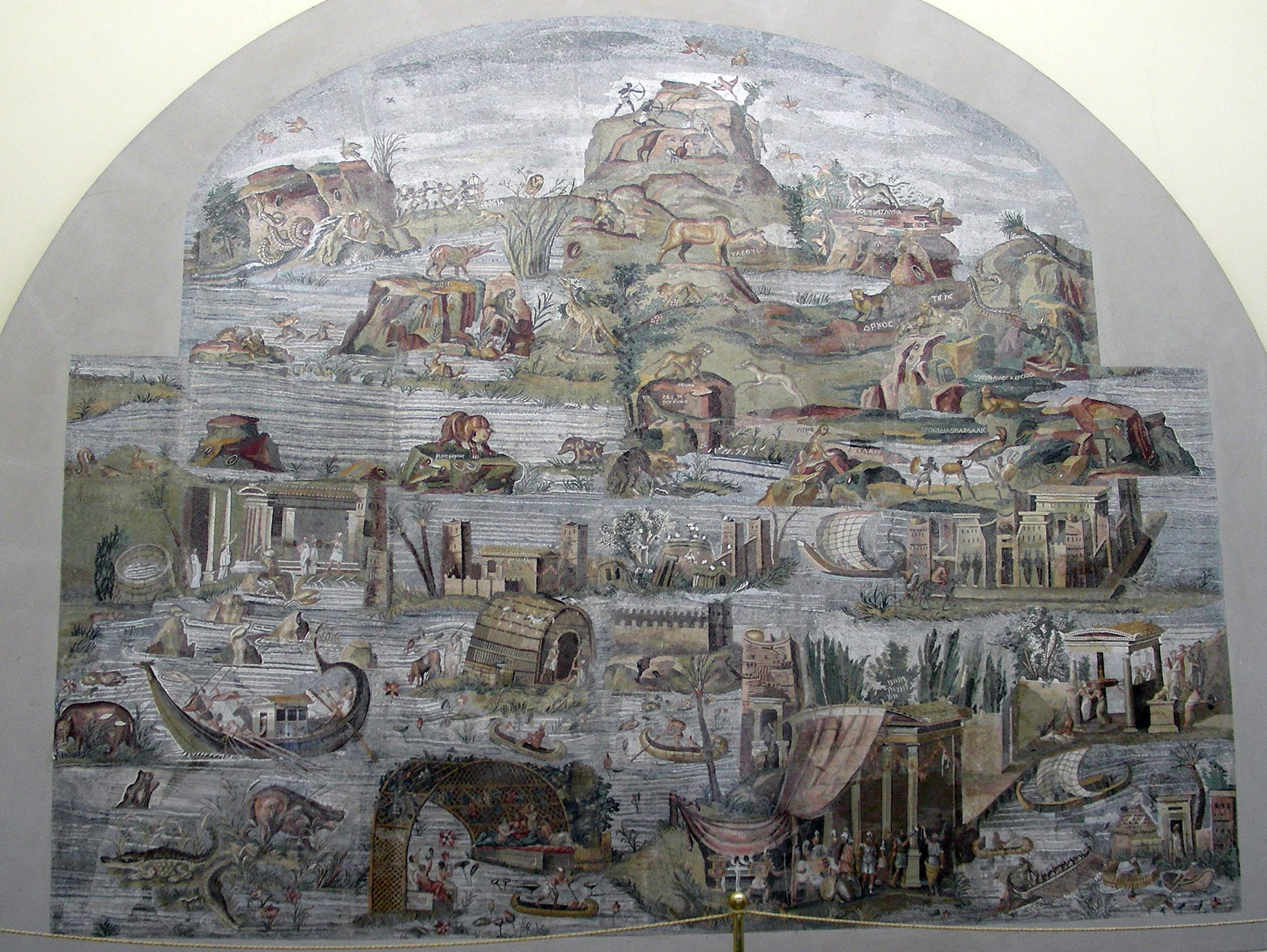
Mosaico nilotico. Palestrina, Museo archeologico prenestino.

La pittura ellenistica, per la scarsezza di fonti antiche sull'argomento, monumentali e letterarie, viene studiata attraverso un'analisi parallela dei documenti minori di epoca ellenistica e delle opere maggiori di epoca romana, nel tentativo di ricostruire le problematiche affrontate dalla pittura greca tra la fine del IV secolo a.C. e la prima metà del I secolo a.C., le quali si delineano così come una maggiore importanza attribuita allo spazio costruito geometricamente, l'impiego di cornici architettoniche e paesistiche, lo studio degli effetti luministici e coloristici. Malgrado il dominio economico e politico di Roma la cultura e l'arte di cui usufruiscono le classi privilegiate hanno origine in questo periodo ancora nel mondo greco, la decorazione parietale delle ville romane riceve apporti ellenistici fino al terzo stile, esemplificato dalla Villa di Boscotrecase, mentre la pittura romana prende slancio solo a partire dall'epoca augustea.
Tra i pochi nomi di pittori ricordati dalle fonti letterarie troviamo Antifilo, contemporaneo di Apelle, del quale è documentato letterariamente l'interesse per le fonti luminose e a cui si fa risalire l'origine del genere satirico ad Alessandria d'Egitto, i grylloi. L'attenzione all'espressione dei sentimenti e alla psicologia dei personaggi è ricordata da Plinio per Aristide di Tebe; un Eraclide Macedone è attivo in Macedonia e ad Atene. Il verismo ellenistico già noto in ambito scultoreo si collega al nome di Pireico, tramandato come pittore di scene di genere, mentre il neoatticismo in pittura è per noi rappresentato da Alessandro di Atene, di cui ci è giunta la firma sul marmo dipinto con Giocatrici di astragali.  All'ultima fase del periodo ellenistico appartiene Timomaco di Bisanzio al quale le fonti riferiscono soggetti epici e mitologici, un isolato maestro applicatosi al genere non più praticato della grande pittura da cavalletto.
Tra gli scarsi documenti originali di epoca ellenistica è da ricordare la serie di stele funerarie in marmo provenienti da Demetriade in Tessaglia, eseguite ad encausto e originariamente vivacizzate da una ricca gamma di sfumature entro il disegno di contorno. A livello compositivo la stele di Archidice resta fedele alla monumentalità della tradizione classica, pur suggerendo la profondità prospettica dell'ambiente attraverso la posizione di tre quarti della figura centrale. Il verismo ellenistico è invece pienamente recepito nella stele di Hediste, dove appare la defunta sul letto di morte, in un ambiente architettonico chiuso, illuminato da un'unica fonte luminosa e con le tipiche aperture prospettiche verso il fondo.
Il colorismo della pittura del III e II secolo a.C. è esemplificato dai mosaici di Dioscuride di Samo (dalla Villa di Cicerone a Pompei, ora al Museo archeologico nazionale di Napoli); databili alla seconda metà del II secolo a.C. si ispirano ad originali greci del III secolo a.C. Nella scena dei suonatori ambulanti la semplice organizzazione architettonica del fondo e le ombre proiettate dei personaggi sono sufficienti a collocare le figure nello spazio, mentre il rapporto tra luce e colore raggiunge il punto più alto di realismo nella pittura antica.
Gli affreschi provenienti dalla stanza H della Villa di Boscoreale, della metà del I secolo a.C., riproducono probabilmente un ciclo ellenistico perduto del III secolo a.C.; le figure rappresentate su fondo rosso sono state riconosciute come personaggi storici appartenenti alla corte Macedone. La decorazione architettonica a trompe-l'œil crea l'illusione di uno spazio reale per queste figure che come le sculture di Epigono sono dotate di una plasticità marcata, ormai lontana dalla costruzione per tocchi luministici e luce diffusa inaugurata da Nicia. La Villa di Boscoreale reca un'altra tipologia di decorazione parietale frequente nelle ville romane di epoca tardo repubblicana, quella che deriva, con ogni probabilità, dalle fronti sceniche fisse in legno che in epoca ellenistica venivano impiegate nei teatri. Dell'esistenza di queste scene narra Vitruvio (V, 6, 9; VII, 5,2) e nella dedica del teatro di Oropos esse sono nominate thyròmata (I.G., VII, 423). Si tratta di vedute architettoniche prive di personaggi o, nel caso dei drammi satireschi, di scene pastorali con pergolati e fontane.
Il gusto per la natura morta nel periodo ellenistico è testimoniato dalle opere pergamene del mosaicista Soso ricordate da Plinio, e dal tipo di decorazione che in epoca ellenistica troviamo sulle ceramiche di Hadra e su quelle in stile West Slope. A Delo i mosaici ellenistici della seconda metà del II secolo a.C. si dimostrano in linea con le opere di Pergamo, più interessati al soggetto che all'ambientazione paesaggistica. L'anfora premio a mosaico nella Casa del tridente riflette la luce come la coppa con le colombe di Soso; nella Casa delle maschere il Dioniso che cavalca sulla pantera, già rappresentato a Pella, si caratterizza per una maggiore resa plastica e per gli aspetti manieristici.
Dalla pittura ellenistica alessandrina derivano le scene nilotiche dove l'attenzione quasi scientifica per la realtà naturale si manifesta attraverso una descrizione minuziosa ottenuta attraverso colore e luce. La copia a mosaico proveniente dalla Casa del Fauno, ora a Napoli ne è l'esempio più antico giunto sino a noi; più recente ma troppo restaurato è il mosaico con scena nilotica eseguito per il santuario della Fortuna dell'antica Preneste, eseguito da artisti greci provenienti dall'Egitto verso l'80 a.C. L'ambiente paesaggistico con figure pienamente integrate è una conquista conseguita solo nell'ultima fase della pittura ellenistica; ancora da ambiente alessandrino derivano paesaggi tramandatici in numerosi esempi di pittura parietale romana, eseguiti in uno stile rapido, a macchia, retto dal colore e dal chiaroscuro e in assenza di disegno, assimilabile al gusto che si riscontra sulle ceramiche contemporanee e nella poesia bucolica di Teocrito.